# Hainesville (Illinois)
Hainesville es una villa ubicada en el condado de Lake en el estado estadounidense de Illinois. En el Censo de 2010 tenía una población de 3597 habitantes y una densidad poblacional de 766,45 personas por km².

## Geografía
Hainesville se encuentra ubicada en las coordenadas 42°20′10″N 88°4′24″O / 42.33611, -88.07333. Según la Oficina del Censo de los Estados Unidos, Hainesville tiene una superficie total de 4.69 km², de la cual 4.6 km² corresponden a tierra firme y (1.88%) 0.09 km² es agua.

## Demografía
Según el censo de 2010, había 3597 personas residiendo en Hainesville. La densidad de población era de 766,45 hab./km². De los 3597 habitantes, Hainesville estaba compuesto por el 72.95% blancos, el 4.03% eran afroamericanos, el 0.81% eran amerindios, el 11.76% eran asiáticos, el 0.03% eran isleños del Pacífico, el 6.89% eran de otras razas y el 3.53% pertenecían a dos o más razas. Del total de la población el 16.85% eran hispanos o latinos de cualquier raza.